# Bataille de Blair Mountain
 (mars 2021).
La mise en forme du texte ne suit pas les recommandations de Wikipédia : il faut le « wikifier ».
Les points d'amélioration suivants sont les cas les plus fréquents. Le détail des points à revoir est peut-être précisé sur la page de discussion.
- Les titres sont pré-formatés par le logiciel. Ils ne sont ni en capitales, ni en gras.
- Le texte ne doit pas être écrit en capitales (les noms de famille non plus), ni en gras, ni en italique, ni en « petit »…
- Le gras n'est utilisé que pour surligner le titre de l'article dans l'introduction, une seule fois.
- L'italique est rarement utilisé : mots en langue étrangère, titres d'œuvres, noms de bateaux, etc.
- Les citations ne sont pas en italique mais en corps de texte normal. Elles sont entourées par des guillemets français : « et ».
- Les listes à puces sont à éviter, des paragraphes rédigés étant largement préférés. Les tableaux sont à réserver à la présentation de données structurées (résultats, etc.).
- Les appels de note de bas de page (petits chiffres en exposant, introduits par l'outil «  Source ») sont à placer entre la fin de phrase et le point final[comme ça].
- Les liens internes (vers d'autres articles de Wikipédia) sont à choisir avec parcimonie. Créez des liens vers des articles approfondissant le sujet. Les termes génériques sans rapport avec le sujet sont à éviter, ainsi que les répétitions de liens vers un même terme.
- Les liens externes sont à placer uniquement dans une section « Liens externes », à la fin de l'article. Ces liens sont à choisir avec parcimonie suivant les règles définies. Si un lien sert de source à l'article, son insertion dans le texte est à faire par les notes de bas de page.
- La présentation des références doit suivre les conventions bibliographiques. Il est recommandé d'utiliser les modèles {{Ouvrage}}, {{Chapitre}}, {{Article}}, {{Lien web}} et/ou {{Bibliographie}}. Le mode d'édition visuel peut mettre en forme automatiquement les références.
- Insérer une infobox (cadre d'informations à droite) n'est pas obligatoire pour parachever la mise en page.

Pour une aide détaillée, merci de consulter Aide:Wikification.
Si vous pensez que ces points ont été résolus, vous pouvez retirer ce bandeau et améliorer la mise en forme d'un autre article.
Guerres du charbon
Batailles
Guerres du charbon :
- Guerre de Coal Creek
- Bituminous Coal Miners' Strike of 1894 (en)
- Massacre de Lattimer
- Illinois coal wars (en)
- Bataille de Virden
- Pana massacre (en)
- Grève du charbon de 1902
- Westmoreland County coal strike of 1910–1911 (en)
- Paint Creek–Cabin Creek strike of 1912 (en)
- Colorado Coalfield War (1913-1914) (en)
- Massacre de Ludlow
- Hartford coal mine riot (en)
- West Virginia coal wars (en)
- Bataille de Matewan
- Bataille de Blair Mountain
- 1920 Alabama coal strike (en)
- Herrin Massacre (en)
- Columbine Mine massacre (en)
- Harlan County War (en)
- Battle of Evarts (en)

La bataille de Blair Mountain est le plus grand soulèvement de travailleurs dans l'histoire des États-Unis et le plus grand soulèvement armé depuis la guerre de Sécession. Entre la fin août et le début septembre 1921, dans le comté de Logan en Virginie-Occidentale, environ 10 000 mineurs de charbon armés s'opposent aux 3 000 hommes de loi et aux briseurs de grève, appelés les « Défenseurs de Logan » et soutenus par les exploitants de mines de charbon. 
Cet événement s’inscrit d'une tentative des mineurs de syndiquer les bassins houillers du sud-ouest de la Virginie-Occidentale. La bataille prend fin après le tir d’environ un million de cartouches et l’intervention de l'armée sur décret présidentiel.

## Contexte
Le 19 mai 1920, 12 agents de Baldwin-Felts Detectives arrivent à Matewan, conduits par Lee Felts, et rencontrent rapidement Albert Felts, qui était déjà sur place. Albert et Lee étaient les frères de Thomas Felts, le copropriétaire et directeur de l'agence. Albert. Seul sur place, il avait essayé de corrompre le maire Testerman en lui proposant 500 $, pour pouvoir placer des batteries de mitrailleuses sur les toits de la ville, ce que le maire avait refusé.
L'après-midi, Albert et Lee, accompagnés de 11 autres hommes sous leurs ordres, se rendirent aux maisons qui appartenaient à la Stone Mountain Coal Company. La première famille expulsée était constituée d'une femme et de son enfant, le mari était alors absent.  Les agents les forcèrent à quitter leur maison sous la menace des armes, et les jetèrent à la rue. Les mineurs qui assistèrent étaient furieux, et répandirent la nouvelle dans toute la ville.
Alors que les agents retournaient à la gare pour quitter la ville, le Chef de la Police de Matewan, Sid Hatefield, et un groupe de mineurs syndiqués, les interceptèrent et leur annoncèrent qu'ils étaient en état d'arrestation. Mais Albert Felts montra son propre mandat d'arrêt envers Sid Hatefield. Testerman fut alerté, et se rendit immédiatement sur place. Hatfield rentra dans un magasin, et Testerman demanda à voir le mandat d'arrêt. Après l'avoir examiné, il déclara « C'est un faux mandat ». Une fusillade éclata immédiatement, et Sid Hatfield abattit Albert Felts. Le maire Testerman s'effondra à la première rafale, mortellement blessé. Quand la fusillade prit fin, 10 hommes avaient été tués, dont Albert et Lee Felts. 3 étaient des habitants de la ville, et 7 des sicaires de l'agence.
La fusillade, qui sera connue sous les noms de Bataille de Matewan ou de Massacre de Matewan, eu une importance symbolique immense pour les mineurs. Les sicaires de Baldwin-Felts Detectives, jusque-là considérés comme invincibles, avaient été vaincus par un héros pour les mineurs locaux, Sid Hatfield. Il devint immédiatement une légende vivante et un héros pour les syndicats de mineurs, et un symbole de révolte face à l'oppression causée par les sociétés charbonnières et leurs hommes de main. Au cours de l'été et de la fin de l'année 1920, la United Mine Workers of America (UMWA) gagna en puissance et s'implanta plus fermement dans le Comté de Mingo, afin de mener une résistance face aux sociétés charbonnières. Une sorte de guerre de faible intensité provoqua des troubles le long de la Tug River. Fin juin, la police de l'État de Virginie Occidentale, sous le commandement du capitaine Brockus, mena un raid sur le campement de Lick Creek, près de Williamson. Il a été affirmé – sans que l'on puisse absolument l'affirmer – que les mineurs ouvrirent le feu sur la police en premier depuis le campement, et qu'en riposte la police a également ouvert le feu sur les mineurs et arrêté plusieurs d'entre-eux, déchiré les toiles des tentes, et saccagé les affaires des familles des mineurs. Les membres de chaque camp se serrèrent les coudes, et Sid Hatfield continua d'être un problème, surtout au moment où il transforma l'ancienne joaillerie de Testerman en armurerie.
Le 26 juin 1921 s'ouvrit le procès de Sid Hatfield pour le meurtre d'Albert Felts. Le procès fit l'objet d'une couverture médiatique nationale, et attira l'attention sur les luttes de mineurs. L'aura et la stature mythique d'Hatfield se développèrent au cours du procès. Sid Hatfield accorda des entretiens aux journalistes, afin d'entretenir sa propre légende. Finalement, tous les hommes accusés au cours du procès furent acquittés. Mais sur le terrain, la UMWA connut de nombreux revers. 80 % des mines qui s'étaient mises en grève durant le procès avaient rouvert, et les grévistes furent obligés de signer les Yellow-Dog Contracts, un contrat d'embauche interdisant à l'employé de se syndiquer sous peine de perdre son travail. Mi-mai 1921, des mineurs de la UMWA lancèrent un véritable assaut sur des mines soumises à ces contrats. En peu de temps, le conflit embrasa toute la Tug River Valley. Cette « Bataille de Trois Jours » prit fin lorsque le camp de la UMWA agita le drapeau blanc, et avec l'application de la loi martiale. La loi martiale fut même renforcée spécifiquement contre les grèves de mineurs. Les mineurs impliqués dans les événements et des centaines d'autres furent arrêtés, sans considération pour l'habeas corpus ou les droits constitutionnels. Même les infractions les plus légères de la part des grévistes étaient parfois punies de prison ferme, alors que la totalité de ceux qui avaient été dans le camp « de la loi et de l'ordre » bénéficièrent d'une immunité. D'autres mineurs répondirent alors par des tactiques de guérilla et une stratégie de violence ciblée contre l'oppressif système judiciaire de l'État .
Au milieu de cette situation très tendue, Sid Hatfield se rendit dans le Comté de McDowell le 1er août 1921, afin de comparaître au cours d'un procès où il était accusé d'avoir dynamité un wagonnet de charbon. Il était accompagné d'un ami proche, Ed Chambers, et de leurs deux femmes. Alors qu'ils étaient dans les escaliers à l'entrée du tribunal, désarmés et accompagnés de leurs femmes, un groupe de sicaires de Baldwin-Felts Detectives, qui les attendaient en haut des marches, ouvrirent le feu sur eux. Hatfield fut tué sur le coup. Ed Chambers fut transpercé par une balle et chuta jusqu'au bas des escaliers. Malgré les cris de Sally Chambers, l'un des sicaires descendit les escaliers en courant, et acheva Ed d'une balle tirée à bout portant dans son dos. Les corps de Sid et d'Ed furent rapatriés à Matewan, et la nouvelle de leur assassinat fit le tour des Appalaches.
Les mineurs furent profondément choqués de cet assassinat de sang-froid et du fait que les assassins purent échapper au jugement. Les mineurs de toute la chaîne de montagnes commencèrent à se soulever de nouveau et à prendre les armes.
Les mineurs vivant le long de la Little Coal River furent les premiers à se militariser, et à mener des actions telles que la patrouille ou la garde de zones déterminées. Le shérif Don Chafin envoya les troupes du Comté de Logan dans le territoire contrôlé par les mineurs de la Little Coal River. Ses troupes furent capturées par les mineurs, désarmées, puis relâchées.
Le 7 août 1921, les leaders de la UMWA du District 17, qui soutenaient l'action des mineurs du sud de la Virginie Occidentale, appelèrent à se rallier au capitole de Charleston. Les leaders en question étaient Frank Keeney et Fred Mooney, des vétérans des précédents conflits miniers de la région. Ils étaient des habitants locaux, et étaient bien informés et coordonnés entre eux. Keeney et Mooney rencontrèrent le gouverneur Ephraim Morgan, et lui présentèrent une pétition présentant les revendications des mineurs. Morgan rejeta la pétition, et en réaction, les mineurs commencèrent une marche en direction de Mingo, afin de libérer les mineurs contrôlés, mettre fin à la loi martiale, et réorganiser le comté. Mais sur leur chemin se trouvaient Blair Mountain, le Comté de Logan, et le shérif Don Chaffin.

## Bataille
Se joignant au mouvement le 7 août, Mary Harris « Maman » Jones appela les mineurs à ne pas marcher sur les Comtés de Logan et Mingo et à ne pas installer leur syndicat de force. Accusée par certains mineurs de perdre ses nerfs, elle craignait en fait un bain de sang entre les membres peu armés de la United Mine Workers of America (UMWA) et les troupes lourdement équipées du Comté de Logan. Malgré ces avertissements, ayant l'impression qu'ils avaient été trompés une fois de plus par Morgan, le Gouverneur de Virginie Occidentale, des hommes armés se frayèrent un chemin jusqu'à Lens Creek Mountain, près de Marmet, dans le Comté de Kanawha, le 20 août. Quatre jours plus tard, un groupe estimé à 13000 hommes s'était formé et commençait à marcher à travers le Comté de Logan. Impatient d'en découdre, des mineurs de St-Alban, dans le Comté de Kanawha en Virginie Occidentale, louèrent un train de fret de la compagnie Chesapeake and Ohio Canal, le renommèrent Blue Steel Special, et l'utilisèrent pour aller à la rencontre d'une colonne de manifestants à Danville, dans le Comté de Boone, afin de les accompagner jusqu'à « Bloody Mingo » (en français, à la fois « Mingo la Maudite » et « Mingo la Sanglante »). Pendant ce temps, Keeny et Mooney s'enfuirent en Ohio, laissant un autre leader de la UMWA, Bill Blizzard, assumer seul le commandement de la troupe. Pendant ce temps, le Shérif de Logan, Don Chafin (1887-1954), anti-syndicat, et humilié par sa défaite à Little Coal River, avait commencé à préparer les défenses de Blair Mountain. Chafin avait le soutien financier de l'Association des Sociétés Charbonnières du Comté de Logan, et put créer la plus grande armée privée du pays, de près de 2 000 mercenaires.
La première escarmouche se produisit le matin du 25 août. La plus grosse partie des mineurs se trouvaient encore 24 kilomètres plus loin.
Le jour suivant, le Président Warren Harding menaça d'envoyer l'Armée fédérale et des bombardiers Martin MB-1. Après une longue réunion dans la ville de Madison, le chef-lieu du Comté de Boone, des accords satisfaisant furent signés, assez pour convaincre les mineurs de rentrer chez eux. Cependant, les affrontements se déroulaient loin de là. Après avoir passé des jours à rassembler son armée privée, Chaffin ne voulait pas laisser passer une bataille qui pouvait mettre fin à la formation des syndicats dans les mines de charbon du Comté de Logan. Les heures suivant la décision de Madison, il se propagea une rumeur selon laquelle que les hommes du shérif Chaffin avait abattu des sympathisants de la UMWA, dans la ville de Sharples, en Virginie Occidentale, juste au nord de Blair Moutain – et que leurs familles s'étaient retrouvées prises sous le feu croisées au cours d'escarmouches. Furieux, les mineurs dévièrent vers Blair Mountain, tandis que beaucoup d'autres vinrent à bord de trains loués ou volés.
Le 29 août, toutes les troupes avaient rejoint la bataille. Les mercenaires de Chaffin, bien que largement dépassés en nombre, avaient l'avantage d'avoir une position en hauteur et une meilleure artillerie. Des avions privés étaient loués afin de larguer des bombes artisanales sur les mineurs. Un mélange de bombes à gaz ou explosives, venant des stocks restants de la Première Guerre mondiale, fut largué sur plusieurs positions des villes de Jeffery, Sharples et Blair. Au moins l'une d'entre elles n'explosa pas et fut récupérée par les mineurs ; elle fut utilisée comme preuve, et produisit un grand effet, lors des procès pour meurtre et trahison qui suivirent la bataille. Sous les ordres du général Billy Mitchell, des bombardiers de l'armée du Maryland furent utilisés pour faire de la surveillance aérienne. L'un des bombardiers Martin s'écrasa alors qu'il revenait à sa base, tuant ses trois membres d'équipage.
Des échanges de tirs continuèrent de manière sporadique durant une semaine. Les mineurs faillirent briser les défenses de la ville de Logan et ouvrir une voie vers leurs objectifs, les comtés non-syndiqués du sud, ceux de Logan et Mingo. Plus de 30 morts furent rapportés parmi les hommes de Chaffin, contre 50 à 100 du côté des mineurs, ainsi qu'une centaine de blessés.
Les « troupes d'élite » de Chaffin étaient constituées de 90 hommes de Bluefield, en Virginie occidentale, 40 de Hutington, aussi en Virginie Occidentale, et de 120 policiers de la police d’État de Virginie Occidentale. 3 membres des « troupes d'élite »– 2 « Volontaires » et 1 shérif-délégué – furent tués dans un combat qui, également, blessa mortellement un mineur.
Le 2 septembre, l'armée fédérale intervint. Réalisant qu'il risquait de perdre beaucoup de mineurs compétents si les combats se poursuivaient face aux militaires, le leader de la UMWA Bill Blizzard donna l'ordre aux mineurs de commencer à rentrer chez eux dès le lendemain. Les mineurs, ayant peur de la prison et de la confiscation de leurs armes, cachèrent celles-ci dans les bois avant de quitter le Comté de Logan. Il arrive encore aujourd'hui que des collectionneurs et des promeneurs trouvent des munitions et des armes à l'intérieur de vieux arbres ou dans des crevasses dans les rochers. Des milliers de cartouches, usées ou non, ont ainsi rejoint des collections privées.
Après la bataille, 985 mineurs furent accusés de meurtre, tentative de meurtre, complicité de meurtre, et de trahison contre l'État de Virginie Occidentale. Une partie d'entre-eux fut acquittée par des jurys sympathisants de leurs luttes, les autres furent emprisonnés pour quelques années. Le dernier à être libéré pu bénéficier de la liberté conditionnelle en 1925.

## Conséquences
À court terme, la bataille a été une victoire écrasante pour les compagnies charbonnières. Le nombre d'adhérents à la United Mine Workers of America (UMWA) tomba de 50 000 à 10 000 au cours des années suivantes, et ce n'est qu'en 1935 – à la suite de la Grande Dépression et du New Deal du Président Franklin Delano Roosevelt – que l'UMWA put pleinement se réorganiser au sud de la Virginie Occidentale.
La défaite des syndicats eut beaucoup d'implications sur l'UMWA. Après la Première Guerre mondiale, et le début de l'effondrement de l'industrie charbonnière, les syndicats de mineurs n'étaient plus stables financièrement à long terme. À cause de la défaite, l'UMWA fut également sapée en Pennsylvanie et au Kentucky. À la fin de l'année 1925, l'Illinois était le seul État où l'UMWA était développée et qui pouvait rivaliser, en termes de production de charbon, avec les États où l'UMWA était absente.
À long terme, la bataille a sensibilisé l'opinion publique aux conditions de vie difficiles et dangereuses des mineurs des bassins houillers de Virginie Occidentale. Et elle a modifié les tactiques des syndicats en privilégiant des batailles politiques afin d'obtenir des lois de protections des travailleurs face aux directions abusives et récalcitrantes ; tactique qui triomphera au cours du New Deal à partir de 1933. L'UMWA a aidé d'autres syndicats plus connus, comme les Steel Workers, dans cette voie, au cours des années 1930.
Avec le recul, le succès des sociétés charbonnières à Blair Mountain apparaît comme une victoire à la Pyrrhus, qui a permis à des mouvements ouvriers beaucoup plus grands et plus forts de pouvoir émerger dans d'autres industries, ainsi qu'à créer des associations de tutelle entre les syndicats, comme la American Federation of Labor ou le Congress of Industrial Organizations.[réf. nécessaire]

### Articles
- (en) Randall McGuire et Paul Reckner, « Building a Working-Class Archaeology: The Colorado Coal Field War Project », Industrial Archaeology Review, vol. 25, no 2,‎ 2003, p. 83–95 (DOI 10.1179/iar.2003.25.2.83)
- (en) Samir S. Patel, « Mountaintop Rescue », Archaeological Institute of America, vol. 65, no 1,‎ january–february 2012 (lire en ligne, consulté le 18 janvier 2013)
- (en) « Detective Tells Story of Fatal Matewan Riot », New-York tribune,‎ 13 février 1921 (lire en ligne, consulté le 24 novembre 2012)

### Ouvrages
- (en) William C. Blizzard, When Miners March, Gay, WV, Appalachian Community Press, 2005 (ISBN 978-0-9764706-0-1, lire en ligne)
- (en) The West Virginia Mine Wars : An Anthology, Martinsburg, WV, Appalachian Editions, 1998 (ISBN 978-0-9627486-0-8, lire en ligne)
- (en) Chuck Kinder, Last Mountain Dancer : Hard-Earned Lessons in Love, Loss, and Honky-Tonk, New York, Da Capo Press, 2005 (ISBN 978-0-7867-1653-1, lire en ligne)
- (en) Howard B. Lee, Bloodletting in Appalachia : The Story of West Virginia's Four Major Mine Wars and Other Thrilling Incidents of Its Coal Fields, Morgantown, WV, West Virginia University Press, 1969 (ISBN 978-0-87012-041-1, lire en ligne)
- (en) Fred Mooney, Struggle in the coal fields : The Autobiography of Fred Mooney, Morgantown, WV, West Virginia University Library, 1967 (OCLC 795742, lire en ligne)
- (en) Lon Savage, Thunder in the Mountains : The West Virginia Mine War, 1920–21, Pittsburgh, University of Pittsburgh Press, 1990 (ISBN 978-0-8229-3634-3, lire en ligne)
- (en) Robert Shogan, The Battle of Blair Mountain : The Story of America's Largest Union Uprising, Boulder, CO, Westview Press, 2004 (ISBN 978-0-8133-4096-8, lire en ligne)
- (en) George D. Torok, A guide to historic coal towns of the Big Sandy River Valley, Knoxville, TN, University of Tennessee Press, 2004 (ISBN 978-1-57233-282-9, lire en ligne)